# Yerupajá
Le Yerupajá ou Nevado Yerupaja est le plus haut sommet de la cordillère Huayhuash au Pérou et le deuxième sommet du pays, après le Huascarán. L'un des plus difficiles à escalader parmi les hauts pics des Andes, il est situé à la limite des régions d'Ancash et de Huánuco, non loin de la ville de Huaraz, au sein du parc national de Huascarán. Il fait partie des douze plus hauts sommets d'Amérique.
Les populations locales surnomment la montagne El Carnicero, ce qui signifie « le Boucher », en référence aux arêtes acérées de son sommet[réf. nécessaire]. De nombreux visiteurs considèrent le Yerupaja comme étant le sommet le plus spectaculaire d'Amérique du Sud.
Il n'y a que peu d'ascensions réussies car il s'agit d'un des sommets andins les plus difficiles à escalader. La route la plus empruntée est la face sud. L'approche se fait traditionnellement par Huaraz au sud, via Chiquián et Jahuacocha.

## Ascensions
- 1950 - Première ascension réalisée par les Américains Jim Maxwell et Dave Harrah
- 1965 - Pic Nord (Yerupaja Norte) par Roger Bates et Graeme Dingle
- 1968 - Ascension du versant ouest par L. Patterson et J. Peterek
- 1969 - Arête est par Sepp Mayerl et Egon Wurm
- 1970 - Face nord-est par Chris Jones et Paul Dix
- 1976 - Face ouest directe par une expédition allemande et par les Français Éric Descamp et Bernard Muller